# 前橋市立清里小学校
前橋市立清里小学校（まえばししりつ きよさとしょうがっこう）は、群馬県前橋市にある公立小学校。

## 所在地
前橋市青梨子町446 

## 学区
- 池端町[1]
- 上青梨子町
- 青梨子町
- 清野町